# SIG MCX
SIG MCX é a designação de uma série de armas de fogo projetadas e fabricadas pela SIG Sauer, produzidas tanto nas configurações de disparo seletivo quanto nas semiautomáticas, e possui um sistema de pistão a gás de curso curto, transportado da submetralhadora SIG MPX.
O SIG MCX está disponível nas configurações de rifle, carabina, rifle de cano curto e pistola (geralmente considerada uma carabina compacta).

## Histórico
O SIG MCX foi apresentado pela primeira vez no SHOT Show 2015.

### Recall
Em 2016, a SIG efetuou o recall de alguns dos rifles que tinham os ferrolhos de primeira geração.

### Tiroteio em boate em Orlando
Um SIG MCX foi usado no Massacre de Orlando em 2016, que na época foi o tiroteio em massa mais mortal da história dos EUA, agora atrás do Tiroteio de Las Vegas Strip em 2017.

## Projeto
A série SIG MCX possui um sistema de pistão a gás de curso curto para reduzir o recuo e melhorar a confiabilidade da arma; isso foi baseado no design do SIG MPX anterior. O MCX possui um sistema que permite a conversão entre os calibres: 5,56 × 45mm NATO, .300 AAC Blackout e 7,62 × 39mm, usando carregadores STANAG padrão de 5,56 mm para 5,56 × 45mm NATO e .300 AAC Blackout e carregadores especialmente projetados compatíveis com STANAG para 7,62 × 39 mm. O MCX foi projetado para oferecer desempenho ideal com o calibre .300 AAC Blackout e um supressor opcional. A SIG Sauer ainda está por disponibilizar a configuração de 7,62 × 39mm e removeu o calibre como opção em seu site oficial.
O perfil do cano é cônico na extremidade para permitir a instalação de dispositivos como silenciador de rosca direta, sem o uso de arruelas que degradam o desempenho e permitem que os dispositivos se centralizem na instalação. O cano pode ser trocado em questão de segundos para outro comprimento ou calibre diferente. Além disso, os canos são revestidos com nitreto para resistência à corrosão. Possui pontos mais sujeitos a desgaste de aço temperado.
Todas as variantes do MCX têm coronha de alumínio com um sistema KeyMod para adicionar acessórios. Os controles são na maioria ambidestros, incluindo a alça de carregador, mas não a liberação do ferrolho. Quatro tipos de coronhas estão disponíveis para a carabina MCX.
A SIG projetou a parte superior da armação para ser compatível com as partes inferiores padrão AR-15 e M16 com a ajuda de um adaptador. O layout geral dos dois rifles é semelhante.

## Variantes

### SIG MCX
O SIG MCX está disponível com um gatilho de segurança apenas semiautomático para o mercado civil dos EUA, ou com um gatilho de segurança semiautomático ou totalmente automático para os órgãos militares e policiais.
A SIG Sauer oferece o rifle semiautomático apenas em três configurações diferentes para o mercado civil:
- A SIG MCX é a configuração padrão do rifle com um cano de 406 mm (16 pol).
- A SIG MCX SBR é a configuração de cano curto do rifle, com um cano de 229 mm (9 pol). (De acordo com a lei federal dos EUA, os rifles com canos menores que 16 polegadas são armas classificadas como "Title II", que estão sujeitas a restrições federais, além de serem regulamentadas pelas leis estaduais).[8]
- A SIG MCX Pistol é a configuração ainda mais curta do rifle com o mesmo cano de 229 mm (9 pol.) Ou 292 mm (11,5 pol.) que vem com o SIG Sauer SBX (cinta estabilizadora para prender a coronha no antebraço) ou o SIG Sauer PCB (coronha pivotante destacável). (Essa configuração se encaixa na definição legal dos EUA de "pistola", na medida em que foi projetada apenas para ser disparada com um único ponto de contato com o corpo do atirador,[15] embora seja realmente um rifle tipo carabina compacto, pois dispara utiliza um calibre médio. A ATF alertou previamente os usuários de que portar uma arma equipada com o SIG SBX, ou um suporte similar de antebraço, e não registrada como uma espingarda de cano curto, configura portar uma espingarda de cano curto, que é uma arma do "Title II"[16] No entanto, em abril de 2017, esse não é mais o caso).[17]

A SIG MCX Low Visibility Assault Weapon (LVAW) é uma variante de cano curto, sem a opção de disparos seletivos, disponível apenas para agências militares e policiais. É apelidado de "Black Mamba".

### SIG MCX VIRTUS
O SIG MCX VIRTUS é a segunda geração da série SIG MCX e foi introduzido em 2017.
- A SIG MCX VIRTUS Patrol é a configuração padrão que possui um cano de 406 mm (16 pol.), Uma torção de raias de 1:7 polegadas, um "Sig Matchlite Duo Trigger" personalizado para maior precisão, uma coronha de 5 posições dobrável e telescópica, quatro comprimentos de cano intercambiáveis e um sistema interno especial de controle de recuo.[20][21]
- A SIG MCX VIRTUS SBR é a configuração de cano curto de rifle MCX VIRTUS. Possui um cano de 292 mm (11,5 pol.) para o calibre da OTAN de 5,56 × 45 mm, e canos de 140 mm (5,5 pol.) e 229 mm (9 pol) para o calibre .300 AAC Blackout.[4][3]
- A SIG MCX VIRTUS Pistol é a configuração ainda mais curta rifle do MCX VIRTUS, que possui uma cinta estabilizadora SBX. Possui um cano de 292 mm (11,5 pol.) para o calibre da OTAN de 5,56 × 45 mm e um cano de 229 mm (9 pol) para o calibre .300 AAC Blackout.[4][22]

### SIG MCX RATTLER
O SIG MCX RATTLER possui um cano de 140 mm (5,5 pol.) e vem em configuração de cano curto ou com um PCB SIG Sauer (cinta estabilizadora para prender a coronha no antebraço). Está disponível nos calibres 5,56 × 45mm e .300 AAC Blackout.

### SIG MCX-Spear
Como parte do Programa de Armas de Esquadrão de Última Geração (NGSW), foi desenvolvido e publicado em 13 de Janeiro de 2022 um artigo detalhando o lançamento do rifle MCX-Spear, que tornou-se a base do fuzil XM7. 
Enquanto o XM7 é feito para o calibre .277 Fury(6,8x51 mm), o MCX-Spear pode, a partir de uma troca de barril, comportar cartuchos 277 Fury, 6,5 Creedmoor e 7,62 NATO

## Produtos derivados

### CSASS Program
O SIG MCX-MR (Mid Range) foi a submissão malsucedida da SIG Sauer para o programa Compact Semi-Automatic Sniper System (CSASS) do Exército dos Estados Unidos. Ele usa o calibre OTAN de 7,62 × 51 mm e possui capacidade de fogo seletivo. Ele pesa 8,9 lb (4,0 kg) e possui um cano de aço inoxidável de 406 mm (16 pol), com uma torção de ranhuras de 1:10 de polegada, fabricada pela Bartlein Barrels. O sistema de gás apresenta configurações para o uso ou não uso de silenciadores. Diferentemente do guarda-mão do MCX, que desliza para fora do cano após retirar o pino de articulação dianteiro, o MCX-MR exige a liberação de dois parafusos primeiro. Possui uma alça de recuo do ferrolho do tipo M16/AR-15 do lado esquerdo. Ele usa um carregador de 20 cartuchos e também é compatível com receptáculos inferiores SR-25 para uso do carregador SR-25.

## Usuários
- Austrália: Utilizado por Victoria State Police Special Operations Group,[26] New South Wales Police Force Tactical Operations Unit[27][28]
- Canadá: Utilizado por Saskatchewan Conservation Officers[29]
- Bélgica: Utilizado por Polícia Federal Belga Unidades Especiais
- Dinamarca: Utilizado por Forças Armadas Dinamarquesas Unidade Especial da Marinha
- Estónia: Utilizado por K-Commando[30]
- Finlândia: Utilizado por Polícia da Finlândia
- França: Utilizado por Comando de Operações Especiais
- Alemanha: Utilizado por Polícia de Berlim,[31] Spezialeinsatzkommando (SEK),[32] Landespolizei de Schleswig-Holstein[,[33] Polizei Rheinland-Pfalz[34]
- Indonésia: Utilizado por Polícia Nacional da Indonésia[35]
- Itália: Utilizado por Exército Italiano 9º Reggimento paraquedista "Cor. Moschin"
- Malta: Utilizado por Forças Armadas de Malta
- Países Baixos: Utilizado por Forças de Operações Especiais Marítimas da Holanda e Serviço de Intervenção Especial[36]
- Polónia: Utilizado por Jednostka Wojskowa GROM
- Portugal: Utilizado por Polícia de Segurança Pública (Grupo de Operações Especiais)[37]
- Suíça : Utilizado por Kantonspolizei
- Ucrânia: Utilizado por Serviço de Segurança da Ucrânia[38]
- Reino Unido: Utilizado por Counter Terrorist Specialist Firearms Officer, Metropolitan Police[39]
- Estados Unidos: Utilizado por United States Special Operations Command[40]